# Kadilovka
Kadilovka (lat. Cachrys), rod štitarki, dio podtribusa Cachrydinae, tribus Selineae.. Sastoji se 8 vrsta. U Hrvatskoj joj je jedini predstavnik bio žuta kadilovka, Cachrys ferulacea, ali koja se danas pripisuje rodu Prangos, kao Prangos ferulacea
Vrsta Cachrys alpina M.Bieb. sinonim je za Prangos trifida (Mill.) Herrnst. & Heyn.

## Vrste
1. Cachrys aksekiensis (A.Duran & B.Dogan) Hand
2. Cachrys boissieri (Reut. & Hausskn. ex Boiss.) Hand
3. Cachrys crassiloba (Boiss.) Meikle
4. Cachrys cristata DC.
5. Cachrys libanotis L.
6. Cachrys longiloba DC.
7. Cachrys pungens Jan ex Guss.
8. Cachrys sicula L.